# Корлеоне
Корлеоне (итал. Corleone, сиц. Cunigghiuni) је мало насеље са око 12.000 становника у Сицилији, Италији.

## Географија
Корлеоне се налази у провинцији Палермо, 57 km од Палерма, 115 km од Агриђента и 249 km од Катаније. Налази се на надморској висини од 600 m.

## Историја
Местом су некада доминирали Арапи, који су му дали име Qurlayun. Кула под именом Saracena изграђена у 11. или 12. веку још увек постоји.
Корлеоне је због своје локације често био мета у сицилијским ратовима. У 14. веку постаје краљевски посед феудалца Фредерика Вентимиљије. У 15. и 16. веку место бележи значајан демографски пораст.
Неке од знаменитости места су Црква Богородице изграђена у 14. веку, Црква и манастир Сан Салваторе изграђени 1737. те Црква Адолората изграђена 1749.

## Становништво
Према резултатима пописа становништва 2011. у општини је живело 11.286 становника.
| 1936.  | 1951.  | 1961.  | 1971.  | 1981.  | 1991.  | 2001.  | 2011.  |
| ------ | ------ | ------ | ------ | ------ | ------ | ------ | ------ |
| 14.725 | 16.478 | 14.682 | 11.235 | 11.109 | 11.261 | 11.393 | 11.286 |

## Корлеоне данас
Место је познато по томе што је тамо рођен вођа мафије Салваторе Рина. Мафија је терорисала насеље и околину деценијама и тек однедавно су становници почели да се одупиру утицају мафије.
Дана 11. априла 2006. је после 40 година трагања у близини места ухапшен мафијаш Бернардо Провенцано (рођен 1933), који је сматран наследником Салватора Рина . Након тога је једна од улица у месту преименована у 11. априла. У месту такође од 2001. постоји антимафијашки музеј.
Неки други познати мафијаши из места су Микеле Навара, Лучано Леђо и Леолука Багарела.

## Корлеоне у популарној култури
У популарној култури место је познато по томе што је из њега емигрирао Вито Андолини (касније Вито Корлеоне) у филму Кум и истоименом роману Марија Пузе. У другом делу Кума Вито као и друге особе у више наврата посећују Корлеоне. Ал Пачино (који глуми Мајкла Корлеона у Куму) је родом управо из Корлеона.

## Партнерски градови
- Вибо Валенција